# Anatoli Bîkov
Anatoli Bîkov (n. 6 august 1953, Magadan, RSFS Rusă, URSS) este un luptător ce a reprezentat Uniunea Republicilor Sovietice Socialiste, medaliat olimpic. A participat la 2 ediții ale Jocurilor Olimpice (1976, 1980) în care a câștigat o medalie de aur și o medalie de argint.